# Kościół św. Wojciecha w Jankowie Zaleśnym
Kościół świętego Wojciecha w Jankowie Zaleśnym – rzymskokatolicki kościół parafialny należący do parafii pod tym samym wezwaniem (dekanat Raszków diecezji kaliskiej). Stanowi niekoronowane Sanktuarium Matki Bożej Jankowskiej.

## Historia
Jest to jeden z największych wiejskich kościołów w diecezji kaliskiej. Jego budowa rozpoczęła się w 1905 roku. To jest już czwarta świątynia w Jankowie Zaleśnym. Wzniesiona została dzięki staraniom miejscowego proboszcza ks. Juliana Rojewskiego. Jej kolatorem został właściciel tzw. Księstwa Krotoszyńskiego książę Thurn und Taxis. To on pokrył 2/3 kosztów prac budowlanych, natomiast resztę dołożyli parafianie. 

## Architektura i wnętrze
Budowla jest trónawowa powstała na planie krzyża łacińskiego, zaprojektowana została przez Heliodora Matejkę w stylu neoromańskim, z użyciem form neogotyckich i neorenesansowych. Nad głównym wejściem została zbudowana pięćdziesięciometrowa wieża. Książę ufundował również wyposażenie świątyni: ołtarze, ambonę, konfesjonały, chrzcielnicę, stacje Drogi krzyżowej, a nawet meble do zakrystii. Wszystko powstało w jednym warsztacie.
W bogato rzeźbionym ołtarzu głównym nad tabernakulum z Najświętszym Sakramentem jest umieszczony czczony tutaj obraz Matki Bożej z Dzieciątkiem, czyli Pani Jankowskiej, zasłaniany obrazem z postacią patrona kościoła, świętego Wojciecha. We wnętrzu budowli znajdują się również ołtarze boczne. Po prawej Matki Bożej Bolesnej z Pietą, czyli rzeźbą przedstawiającą siedzącą Maryję i trzymającą na kolanach ciało Jezusa zdjętego z krzyża. Z kolei po lewej stronie jest umieszczony ołtarz Najświętszego Serca Pana Jezusa. Znajduje się w nim figura Jezusa, który objawił siostrze Marii Małgorzacie Alacoque swoje serce pełne miłości do każdego człowieka.

## Organy
Organy wybudowała firma Schlag & Söhne po 1908 roku, gdyż nie wymienia ich katalog zakładu wydany w tymże roku. Za montaż instrumentu odpowiadał Wacław Caliński z Poznania. Organy przeszły w latach 2019–2021 generalny remont, który wykonała firma Nawrot i Synowie z Wronek. Dyspozycja utrzymana została w stylu romantycznym i dobrze współgra z akustyką świątyni. Organy posiadają jeden miech dwufałdowy zasilany, dmuchawą elektryczną lub zamiennie urządzeniem do kalikowania.
Dyspozycja instrumentu:
| Manuał I            | Manuał II              | Pedał                 |
| ------------------- | ---------------------- | --------------------- |
| 1. Bordun 16’       | 1. Geigen-Prinzipal 8’ | 1. Prinzipal bass 16’ |
| 2. Prinzipal 8’     | 2. Aeoline 8'          | 2. Violon 16’         |
| 3. Gambe 8’         | 3. Vox coelestis 8’    | 3. Subbas 16’         |
| 4. Gemshorn 8’      | 4. Quintatön 8’        | 4. Bassflöte 8’ **    |
| 5. Konzert-Flöte 8’ | 5. Dolce 8’            | 5. Violoncello 8’     |
| 6. Salicional 8’    | 6. Labial-Oboe 8’ *    | 6. Octavbas 8’ ***    |
| 7. Rohrflöte 4’     | 7. Lieblich Gedeckt 8’ |                       |
| 8. Octave 4’        | 8. Travers-flöte 4’    |                       |
| 9. Mixtur 2–4 fach  | 9. Piccolo 2’          |                       |